# Corringham (Essex)
Corringham – miasto w Anglii, w hrabstwie ceremonialnym Essex, w dystrykcie (unitary authority) Thurrock. Leży 24 km na południe od miasta Chelmsford i 41 km na wschód od Londynu.